# Craigens Farm

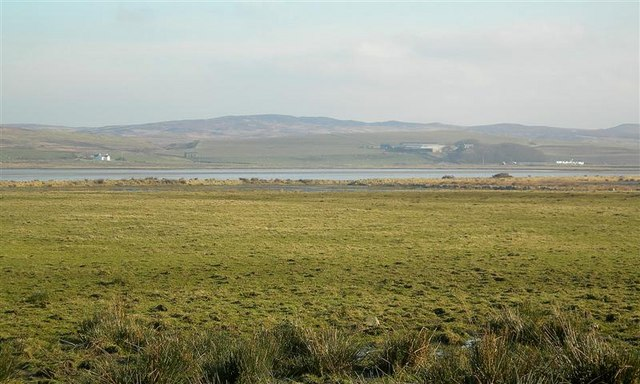
Blick über Loch Gruinart. Jenseits des Meerearmes ist halbrechts hinter dem kleinen Wäldchen Craigens Farm zu erkennen.

Craigens Farm ist ein landwirtschaftlicher Betrieb bestehend aus einem Wohn- und den zugehörigen Wirtschaftsgebäuden. Sie liegt isoliert im Westen der schottischen Hebrideninsel Islay, etwa 600 m nordöstlich der Siedlung Gruinart und 2,5 km nördlich von Lyrabus. 1971 wurde die Craigens Farm mitsamt den Wirtschaftsgebäuden als Ensemble in die schottischen Denkmallisten in der Kategorie B aufgenommen.

## Beschreibung
Das exakte Baujahr der Gebäude ist nicht überliefert, sodass nur das frühe 19. Jahrhundert als Entstehungszeitraum angegeben werden kann. Das Wohnhaus ist zweistöckig gebaut, verputzt und schließt mit einem schiefergedeckten Dach ab. Dahinter in östlicher Richtung befinden sich mehrere Stallungen und Wirtschaftsgebäude; des Weiteren eine Scheune, mit einer außenliegenden Treppe, die auf den Boden führt.

## Umgebung
Etwa 200 m in südöstlicher Richtung befinden sich die Überreste einer Kapelle und eines Friedhofs. Über die Herkunft des Gebäudes ist nichts bekannt. Laut den Berichten der Eigentümer des Geländes liegt die Ruine seit Mitte des 16. Jahrhunderts unverändert da. Die ehemalige Kapelle wird als Cill Eileagain bezeichnet, wobei der Name nicht historisch verifiziert werden kann.
Ein A Chrannag genannter künstlicher Hügel befindet sich etwa 400 m nordwestlich von Craigens Farm am Kopf des Meeresarmes Loch Gruinart. Er ist etwa 1,2 m hoch, durchmisst 16 m und ist von einem fünf Meter weiten und 60 cm tiefen Graben umgeben. Wahrscheinlich ist der Hügel mittelalterlichen Ursprungs. Überlieferungen zufolge schlug der Hauptmann des Clans MacDonald vor der siegreichen Schlacht von Gruinart dort sein Zelt auf.